# Lijst van amfibieën in Venezuela

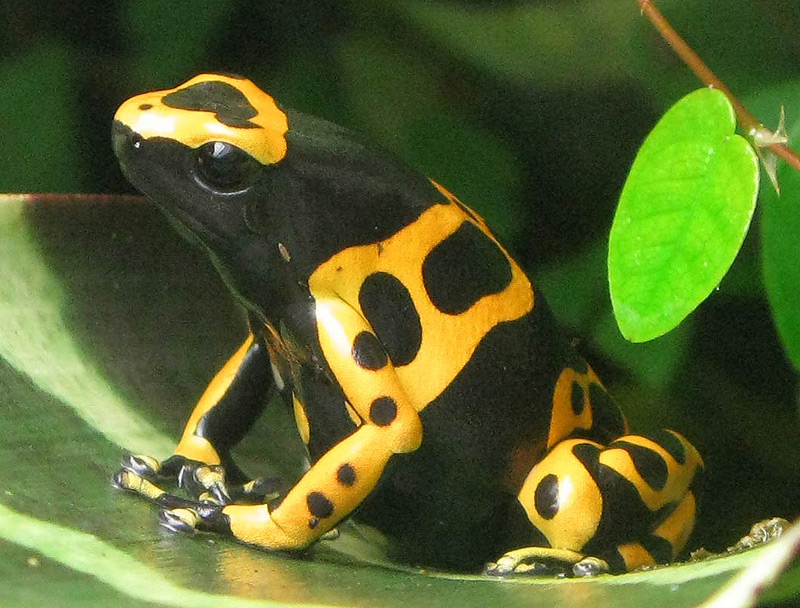
Bijengifkikker (Dendrobates leucomelas)

Onderstaande lijst van amfibieën in Venezuela bestaat uit een totaal van 374 in Venezuela voorkomende  soorten die zijn onderverdeeld in drie ordes: de  wormsalamanders (Gymnophiona), salamanders  (Caudata) en kikkers (Anura). Deze lijst is ontleend aan de databank van Amphibian Species of the World, aangevuld met enkele soorten die recent zijn ontdekt door de wetenschap of wiens aanwezigheid in Venezuela recent is vastgesteld.

## Wormsalamanders (Gymnophiona)

### Caeciliidae
Orde: Gymnophiona. 
Familie: Caeciliidae
- Caecilia albiventris Daudin, 1803

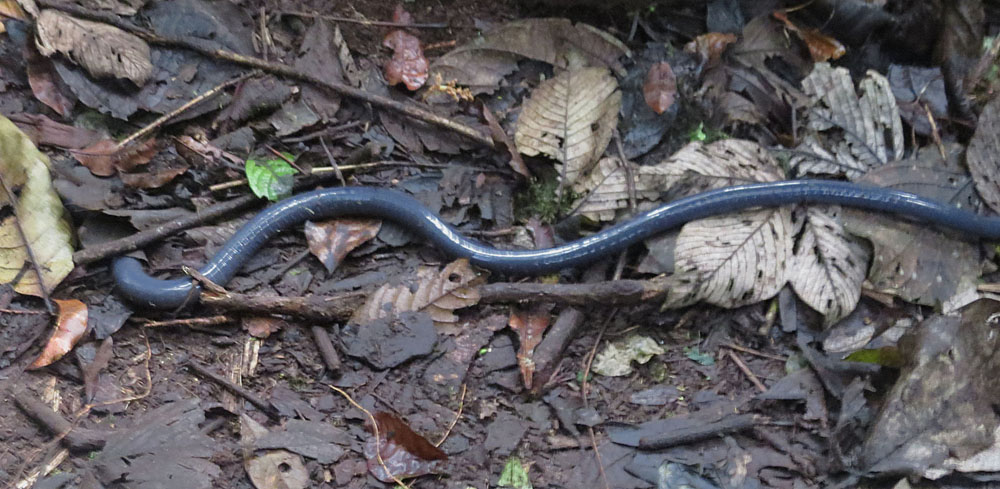
Caecilia nigricans

- Caecilia flavopunctata Roze & Solano, 1963
- Caecilia nigricans Boulenger, 1902
- Caecilia subnigricans Dunn, 1942
- Caecilia tentaculata Linnaeus, 1758

### Rhinatrematidae
Orde: Gymnophiona. 
Familie: Rhinatrematidae
- Epicrionops niger (Dunn, 1942)

### Siphonopidae
Orde: Gymnophiona. 
Familie: Siphonopidae

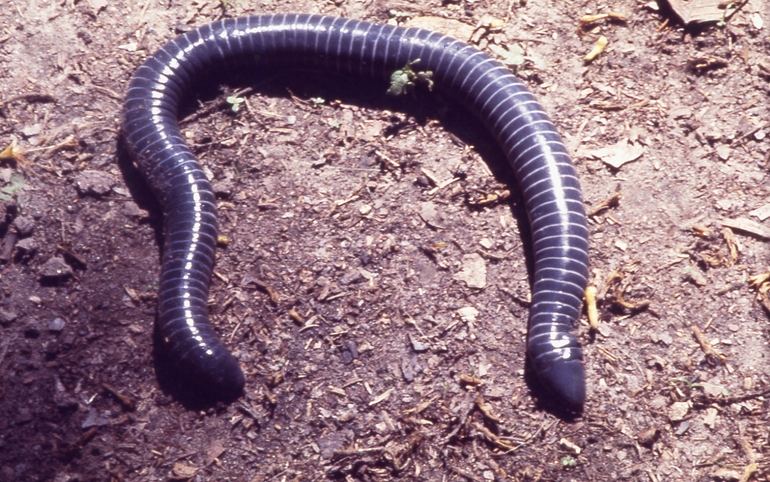
Siphonops annulatus

- Microcaecilia rabei (Roze & Solano, 1963)
- Siphonops annulatus (Mikan, 1820)

### Typhlonectidae
Orde: Gymnophiona. 
Familie: Typhlonectidae
- Nectocaecilia petersii (Boulenger, 1882)
- Potamotyphlus kaupii (Berthold, 1859)
- Typhlonectes natans (Fischer, 1880)

## Salamanders  (Caudata)

### Plethodontidae
Orde: Caudata. 
Familie: Plethodontidae

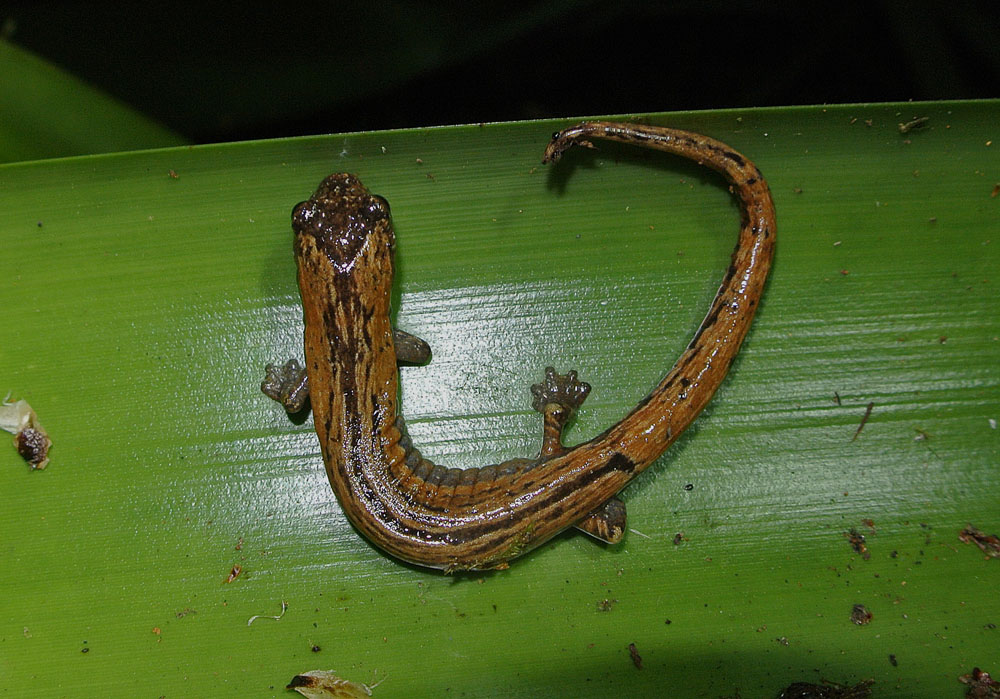
Bolitoglossa savagei

- Bolitoglossa borburata Trapido, 1942
- Bolitoglossa guaramacalensis Schargel, García-Pérez, & Smith, 2002
- Bolitoglossa mucuyensis García-Gutiérrez, Escalona, Mora, de Pascual, & Fermin, 2013
- Bolitoglossa orestes Brame & Wake, 1962
- Bolitoglossa savagei Brame & Wake, 1963

## Kikkers (Anura)

### Allophrynidae
Orde: Anura. 
Familie: Allophrynidae
- Allophryne ruthveni Gaige, 1926

### Aromobatidae
Orde: Anura. 
Familie: Aromobatidae

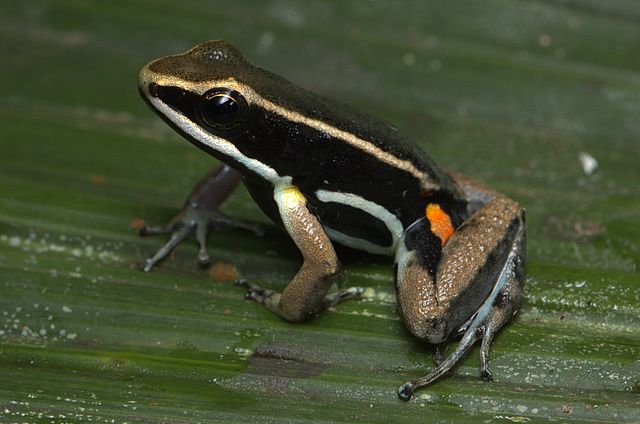
Allobates femoralis

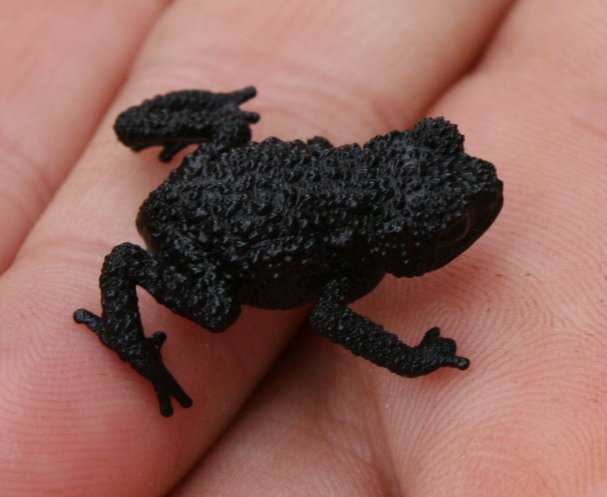
Anomaloglossus roraima

- Allobates algorei Barrio-Amorós & Santos, 2009
- Allobates bromelicola (Test, 1956)
- Allobates caribe (Barrio-Amorós, Rivas-Fuenmayor, & Kaiser, 2006)
- Allobates femoralis (Boulenger, 1884)
- Allobates humilis (Rivero, 1980)
- Allobates mandelorum (Schmidt, 1932)
- Allobates marchesianus (Melin, 1941)
- Allobates pittieri (La Marca, Manzanilla, & Mijares-Urrutia, 2004)
- Allobates sanmartini (Rivero, Langone, & Prigioni, 1986)
- Allobates undulatus (Myers & Donnelly, 2001)
- Anomaloglossus ayarzaguenai (La Marca, 1997)
- Anomaloglossus breweri (Barrio-Amorós, 2006)
- Anomaloglossus guanayensis (La Marca, 1997)
- Anomaloglossus megacephalus Kok, MacCulloch, Lathrop, Willaert, & Bossuyt, 2010
- Anomaloglossus moffetti Barrio-Amorós & Brewer-Carias, 2008
- Anomaloglossus murisipanensis (La Marca, 1997)
- Anomaloglossus parimae (La Marca, 1997)
- Anomaloglossus parkerae (Meinhardt & Parmalee, 1996)
- Anomaloglossus praderioi (La Marca, 1997)
- Anomaloglossus roraima (La Marca, 1997)
- Anomaloglossus rufulus (Gorzula, 1990)
- Anomaloglossus shrevei (Rivero, 1961)
- Anomaloglossus tamacuarensis (Myers & Donnelly, 1997)
- Anomaloglossus tepuyensis (La Marca, 1997)
- Anomaloglossus triunfo (Barrio-Amorós, Fuentes-Ramos, & Rivas-Fuenmayor, 2004)
- Anomaloglossus verbeeksnyderorum Barrio-Amorós, Santos, & Jovanovic, 2010
- Anomaloglossus wothuja (Barrio-Amorós, Fuentes-Ramos, & Rivas-Fuenmayor, 2004)
- Aromobates alboguttatus (Boulenger, 1903)
- Aromobates cannatellai Barrio-Amorós & Santos, 2012
- Aromobates capurinensis (Péfaur, 1993)
- Aromobates duranti (Péfaur, 1985)
- Aromobates ericksonae Barrio-Amorós & Santos, 2012
- Aromobates haydeeae (Rivero, 1978)
- Aromobates leopardalis (Rivero, 1978)
- Aromobates mayorgai (Rivero, 1980)
- Aromobates meridensis (Dole & Durant, 1972)
- Aromobates molinarii (La Marca, 1985)
- Aromobates nocturnus Myers, Paolillo-O., & Daly, 1991
- Aromobates ornatissimus Barrio-Amorós, Rivero, & Santos, 2011
- Aromobates orostoma (Rivero, 1978)
- Aromobates saltuensis (Rivero, 1980)
- Aromobates serranus (Péfaur, 1985)
- Aromobates tokuko Rojas-Runjaic, Infante-Rivero, & Barrio-Amorós, 2011
- Aromobates walterarpi La Marca & Otero-López, 2012
- Aromobates zippeli Barrio-Amorós & Santos, 2012
- Mannophryne caquetio Mijares-Urrutia & Arends-R., 1999
- Mannophryne collaris (Boulenger, 1912)
- Mannophryne cordilleriana La Marca, 1994
- Mannophryne herminae (Boettger, 1893)
- Mannophryne lamarcai Mijares-Urrutia & Arends-R., 1999
- Mannophryne larandina (Yústiz, 1991)
- Mannophryne leonardoi Manzanilla, La Marca, Jowers, Sánchez, & García-París, 2007
- Mannophryne neblina (Test, 1956)
- Mannophryne oblitterata (Rivero, 1984)
- Mannophryne orellana Barrio-Amorós, Santos, & Molina, 2010
- Mannophryne riveroi (Donoso-Barros, 1965)
- Mannophryne trujillensis Vargas Galarce & La Marca, 2007
- Mannophryne urticans Barrio-Amorós, Santos, & Molina, 2010
- Mannophryne venezuelensis Manzanilla, Jowers, La Marca, & García-París, 2007
- Mannophryne vulcano Barrio-Amorós, Santos, & Molina, 2010
- Mannophryne yustizi (La Marca, 1989)
- Prostherapis dunni Rivero, 1961

### Bufonidae
Orde: Anura. 
Familie: Bufonidae

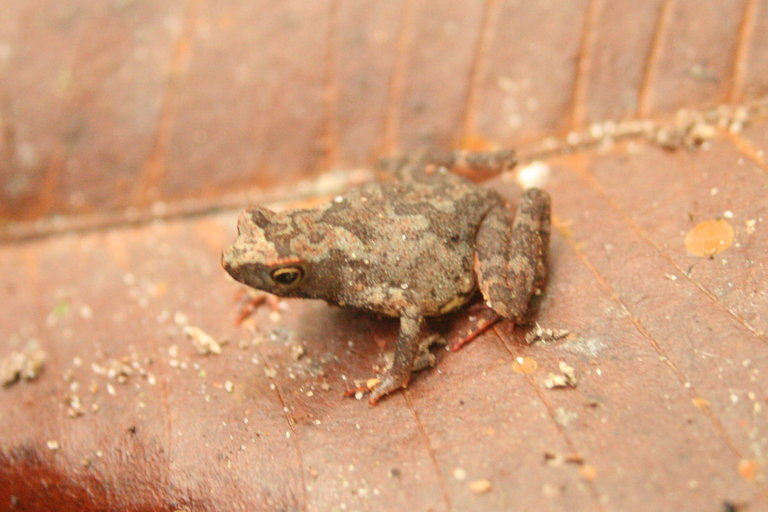
Amazophrynella minuta

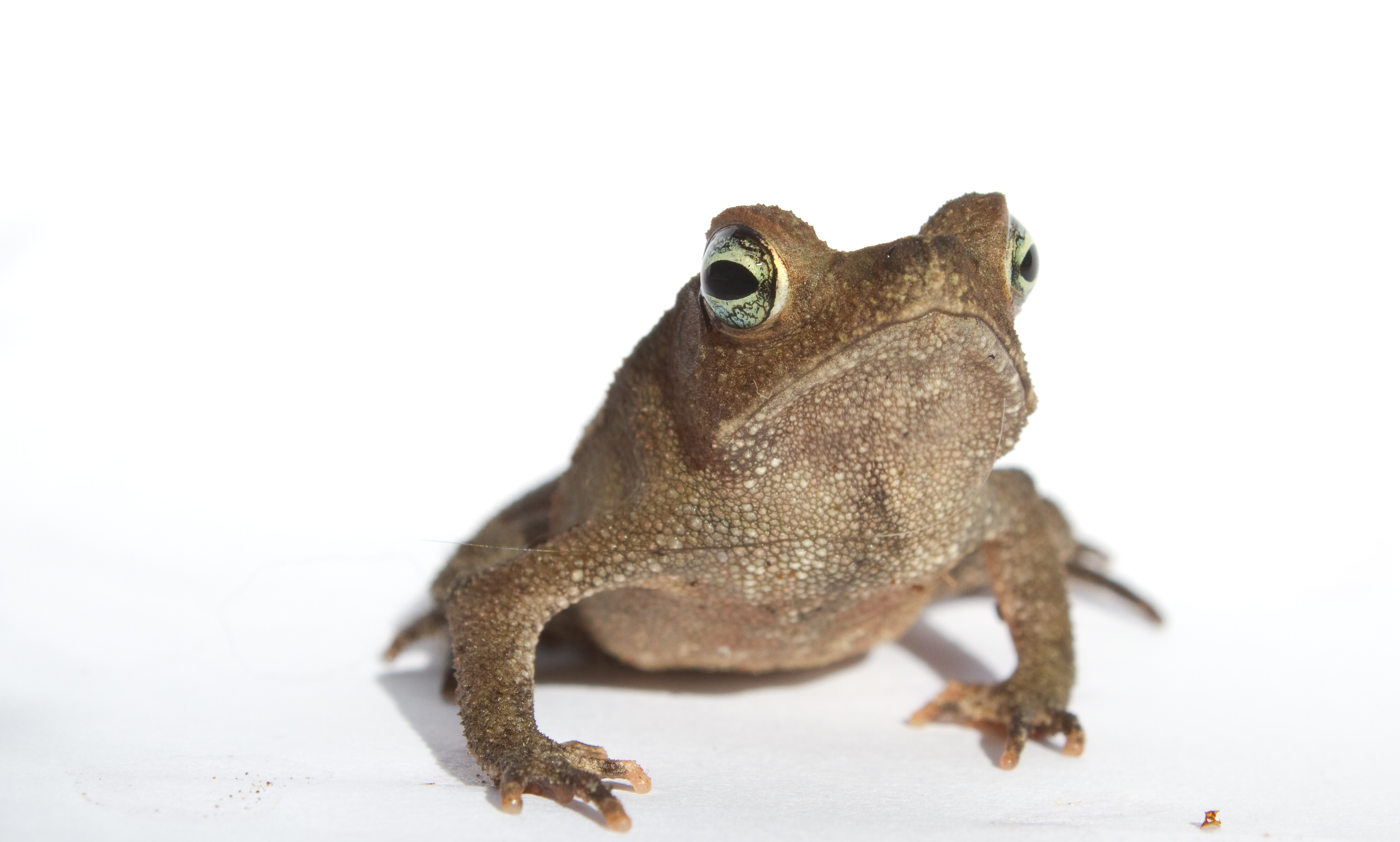
Rhinella alata

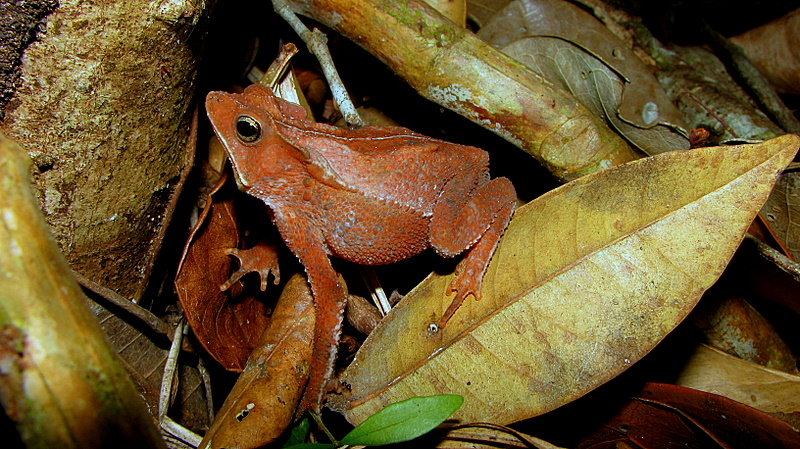
Rhinella margaritifera

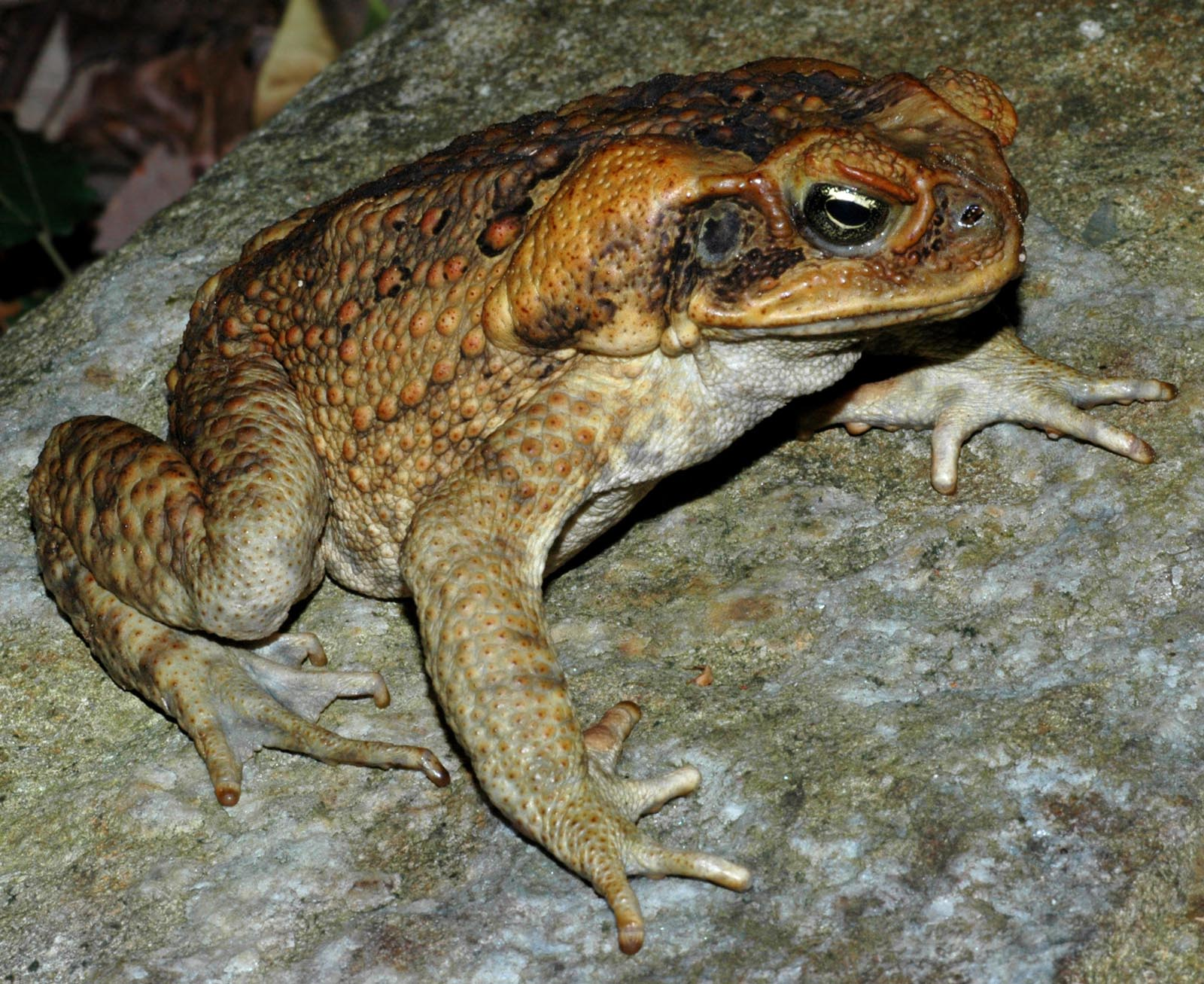
Rhinella marina

- Amazophrynella minuta (Melin, 1941)
- Atelopus carbonerensis Rivero, 1974
- Atelopus chrysocorallus La Marca, 1996
- Atelopus cruciger (Lichtenstein & Martens, 1856)
- Atelopus mucubajiensis Rivero, 1974
- Atelopus oxyrhynchus Boulenger, 1903
- Atelopus pinangoi Rivero, 1982
- Atelopus sorianoi La Marca, 1983
- Atelopus tamaense La Marca, García-Pérez, & Renjifo, 1990
- Atelopus vogli Müller, 1934
- Metaphryniscus sosai Señaris, Ayarzagüena, & Gorzula, 1994
- Oreophrynella cryptica Señaris, 1995
- Oreophrynella huberi Diego-Aransay & Gorzula, 1990
- Oreophrynella macconnelli Boulenger, 1900
- Oreophrynella nigra Señaris, Ayarzagüena, & Gorzula, 1994
- Oreophrynella quelchii Boulenger, 1895
- Oreophrynella vasquezi Señaris, Ayarzagüena, & Gorzula, 1994
- Rhaebo glaberrimus (Günther, 1869)
- Rhaebo guttatus (Schneider, 1799)
- Rhaebo haematiticus Cope, 1862
- Rhaebo nasicus (Werner, 1903)
- Rhinella alata (Thominot, 1884)
- Rhinella ceratophrys (Boulenger, 1882)
- Rhinella humboldti (Gallardo, 1965)
- Rhinella margaritifera (Laurenti, 1768)
- Rhinella martyi Fouquet, Gaucher, Blanc, & Vélez-Rodriguez, 2007
- Rhinella merianae (Gallardo, 1965)
- Rhinella nattereri (Bokermann, 1967)
- Rhinella sclerocephala (Mijares-Urrutia & Arends-R., 2001)
- Rhinella sternosignata (Günther, 1858)

### Centrolenidae
Orde: Anura. 
Familie: Centrolenidae
- Centrolene altitudinale (Rivero, 1968)
- Centrolene daidaleum (Ruiz-Carranza & Lynch, 1991)
- Centrolene notostictum Ruiz-Carranza & Lynch, 1991
- Centrolene venezuelense (Rivero, 1968)
- Cochranella duidaeana (Ayarzagüena, 1992)
- Cochranella riveroi (Ayarzagüena, 1992)
- Vitreorana antisthenesi (Goin, 1963)
- Vitreorana castroviejoi (Ayarzagüena & Señaris, 1997)
- Vitreorana gorzulae (Ayarzagüena, 1992)
- Vitreorana helenae (Ayarzagüena, 1992)
- Celsiella revocata (Rivero, 1985)
- Celsiella vozmedianoi (Ayarzagüena & Señaris, 1997)
- Hyalinobatrachium cappellei Van Lidth de Jeude, 1904
- Hyalinobatrachium duranti (Rivero, 1985)
- Hyalinobatrachium fragile (Rivero, 1985)
- Hyalinobatrachium guairarepanense Señaris, 2001
- Hyalinobatrachium iaspidiense (Ayarzagüena, 1992)
- Hyalinobatrachium ibama Ruiz-Carranza & Lynch, 1998
- Hyalinobatrachium mesai Barrio-Amorós & Brewer-Carias, 2008
- Hyalinobatrachium mondolfii Señaris & Ayarzagüena, 2001
- Hyalinobatrachium orientale (Rivero, 1968)
- Hyalinobatrachium pallidum (Rivero, 1985)
- Hyalinobatrachium tatayoi Castroviejo-Fisher, Ayarzagüena, & Vilà, 2007
- Hyalinobatrachium taylori (Goin, 1968)

### Craugastoridae
Orde: Anura. 
Familie: Craugastoridae

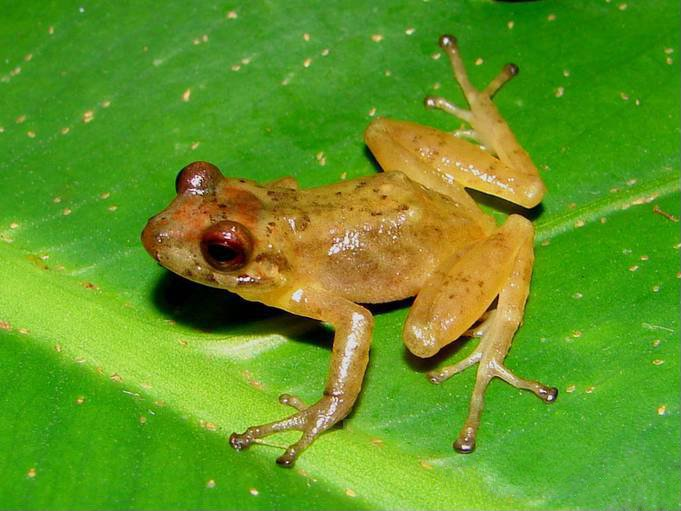
Pristimantis prolixodiscus

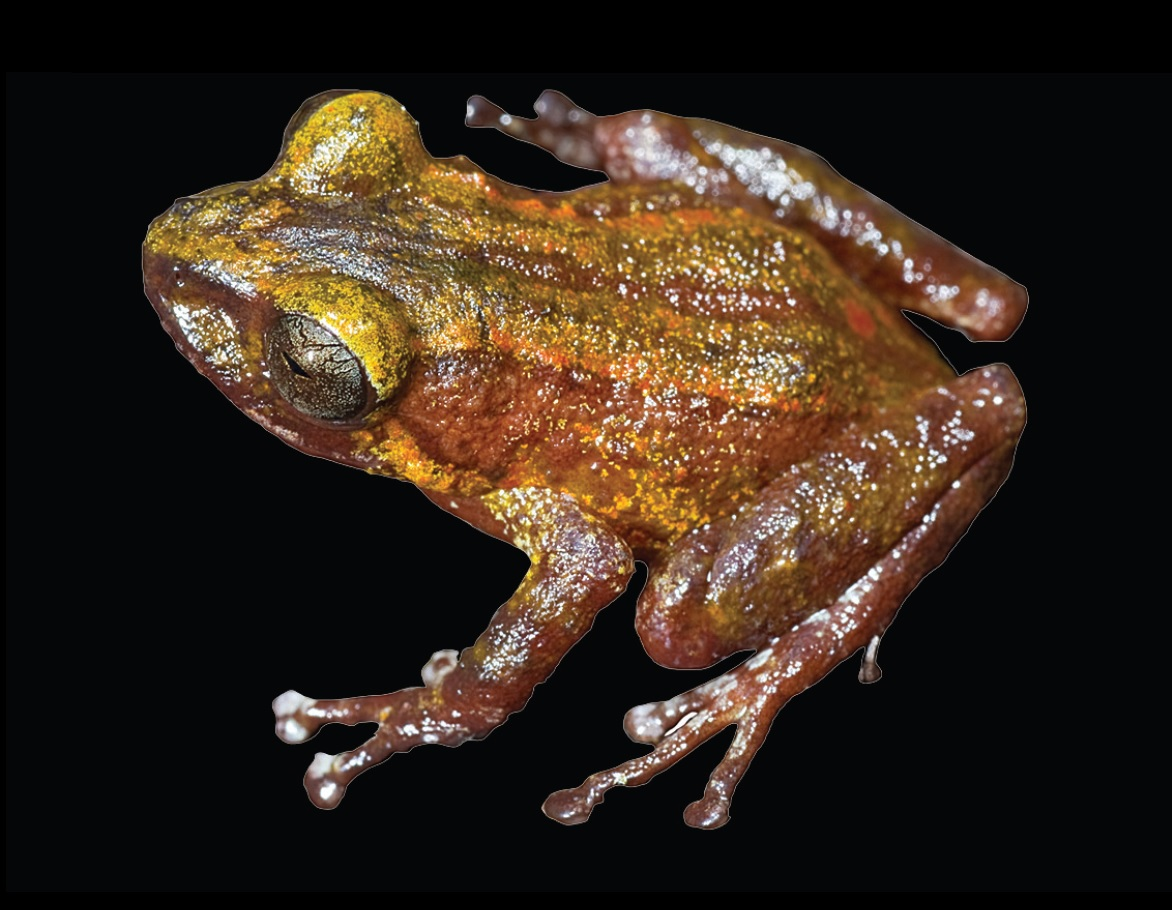
Pristimantis imthurni

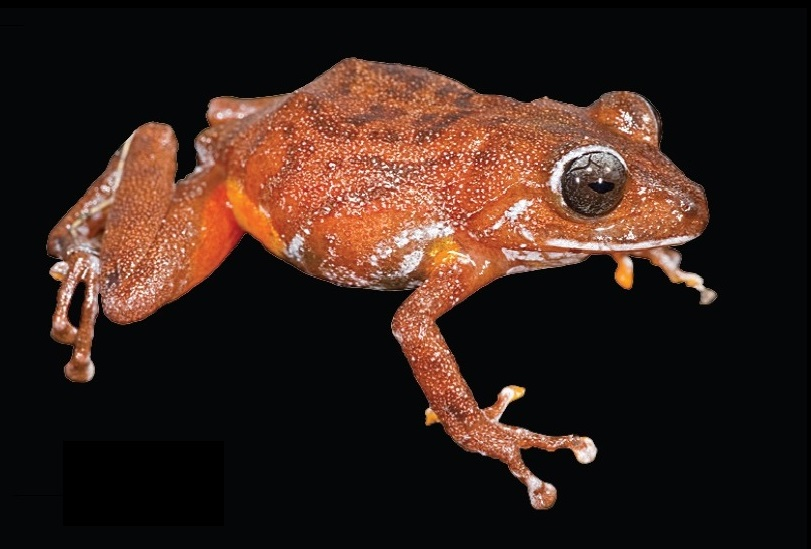
Pristimantis jamescameroni

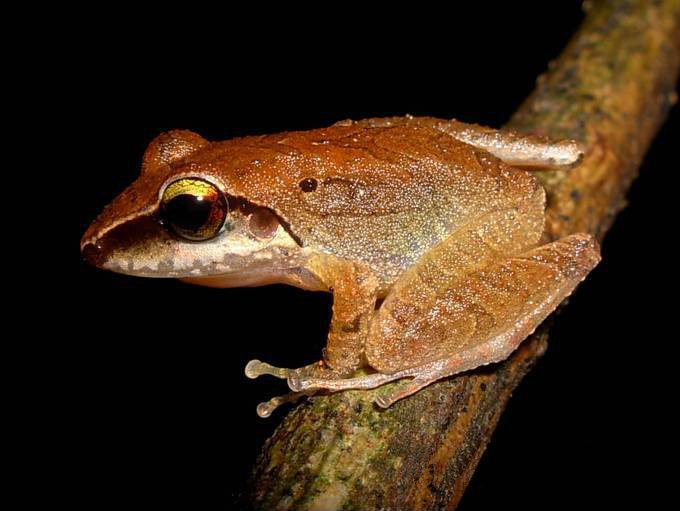
Pristimantis terraebolivaris

- Ceuthomantis aracamuni (Barrio-Amorós & Molina, 2006)
- Ceuthomantis cavernibardus (Myers & Donnelly, 1997)
- Ceuthomantis duellmani Barrio-Amorós, 2010
- Dischidodactylus colonnelloi Ayarzagüena, 1985
- Dischidodactylus duidensis (Rivero, 1968)
- Pristimantis abakapa Rojas-Runjaic, Salerno, Señaris, & Pauly, 2013
- Pristimantis ameliae Barrio-Amorós, 2012
- Pristimantis anotis (Walker & Test, 1955)
- Pristimantis auricarens (Myers & Donnelly, 2008)
- Pristimantis avius (Myers & Donnelly, 1997)
- Pristimantis bicumulus (Peters, 1863)
- Pristimantis boconoensis (Rivero & Mayorga, 1973)
- Pristimantis briceni (Boulenger, 1903)
- Pristimantis cantitans (Myers & Donnelly, 1996)
- Pristimantis colostichos (La Marca & Smith, 1982)
- Pristimantis conservatio Barrio-Amorós, Heinicke, & Hedges, 2013
- Pristimantis culatensis (La Marca, 2007)
- Pristimantis douglasi (Lynch, 1996)
- Pristimantis fasciatus Barrio-Amorós, Rojas-Runjaic, & Infante-Rivero, 2008
- Pristimantis flabellidiscus (La Marca, 2007)
- Pristimantis geminus[2] Kaiser, Barrio-Amorós, Rivas-Fuenmayor, Steinlein & Schmid, 2015
- Pristimantis ginesi (Rivero, 1964)
- Pristimantis gryllus Barrio-Amorós, Guayasamin, & Hedges, 2012
- Pristimantis guaiquinimensis (Schlüter & Rödder, 2007)
- Pristimantis hoogmoedi[2] Kaiser, Barrio-Amorós, Rivas-Fuenmayor, Steinlein & Schmid, 2015
- Pristimantis imthurni Kok, 2013
- Pristimantis incertus (Lutz, 1927)
- Pristimantis jabonensis (La Marca, 2007)
- Pristimantis jamescameroni Kok, 2013
- Pristimantis kareliae (La Marca, 2005)
- Pristimantis lancinii (Donoso-Barros, 1965)
- Pristimantis lassoalcalai Barrio-Amorós, Rojas-Runjaic, & Barros, 2010
- Pristimantis lentiginosus (Rivero, 1984)
- Pristimantis longicorpus[2] Kaiser, Barrio-Amorós, Rivas-Fuenmayor, Steinlein & Schmid, 2015
- Pristimantis marahuaka (Fuentes-Ramos & Barrio-Amorós, 2004)
- Pristimantis marmoratus (Boulenger, 1900)
- Pristimantis melanoproctus (Rivero, 1984)
- Pristimantis memorans (Myers & Donnelly, 1997)
- Pristimantis mondolfii (Rivero, 1984)
- Pristimantis muchimuk Barrio-Amorós, Mesa, Brewer-Carías, & McDiarmid, 2010
- Pristimantis nicefori (Cochran & Goin, 1970)
- Pristimantis nubisilva[2] Kaiser, Barrio-Amorós, Rivas-Fuenmayor, Steinlein & Schmid, 2015
- Pristimantis paramerus (Rivero, 1984)
- Pristimantis pariagnomus[2] Kaiser, Barrio-Amorós, Rivas-Fuenmayor, Steinlein & Schmid, 2015
- Pristimantis pedimontanus (La Marca, 2004)
- Pristimantis pleurostriatus (Rivero, 1984)
- Pristimantis prolixodiscus (Lynch, 1978)
- Pristimantis pruinatus (Myers & Donnelly, 1996)
- Pristimantis pulvinatus (Rivero, 1968)
- Pristimantis reticulatus (Walker & Test, 1955)
- Pristimantis rhigophilus (La Marca, 2007)
- Pristimantis rivasi Barrio-Amorós, Rojas-Runjaic, & Barros, 2010
- Pristimantis riveroi (Lynch & La Marca, 1993)
- Pristimantis rozei (Rivero, 1961)
- Pristimantis sarisarinama Barrio-Amorós & Brewer-Carias, 2008
- Pristimantis stenodiscus (Walker & Test, 1955)
- Pristimantis telefericus (La Marca, 2005)
- Pristimantis terraebolivaris (Rivero, 1961)
- Pristimantis thyellus (La Marca, 2007)
- Pristimantis tubernasus (Rivero, 1984)
- Pristimantis turik Barrio-Amorós, Rojas-Runjaic, & Infante-Rivero, 2008
- Pristimantis turumiquirensis (Rivero, 1961)
- Pristimantis vanadise (La Marca, 1984)
- Pristimantis vilarsi (Melin, 1941)
- Pristimantis yaviensis (Myers & Donnelly, 1996)
- Pristimantis yukpa Barrio-Amorós, Rojas-Runjaic, & Infante-Rivero, 2008
- Pristimantis yuruaniensis Rödder & Jungfer, 2008
- Pristimantis yustizi (Barrio-Amorós & Chacón-Ortiz, 2004)
- Pristimantis zeuctotylus (Lynch & Hoogmoed, 1977)
- Strabomantis biporcatus Peters, 1863
- Strabomantis ingeri (Cochran & Goin, 1961)

### Dendrobatidae
Orde: Anura. 
Familie: Dendrobatidae
- Ameerega hahneli (Boulenger, 1884)
- Ameerega picta (Bibron, 1838)
- Ameerega trivittata (Spix, 1824)

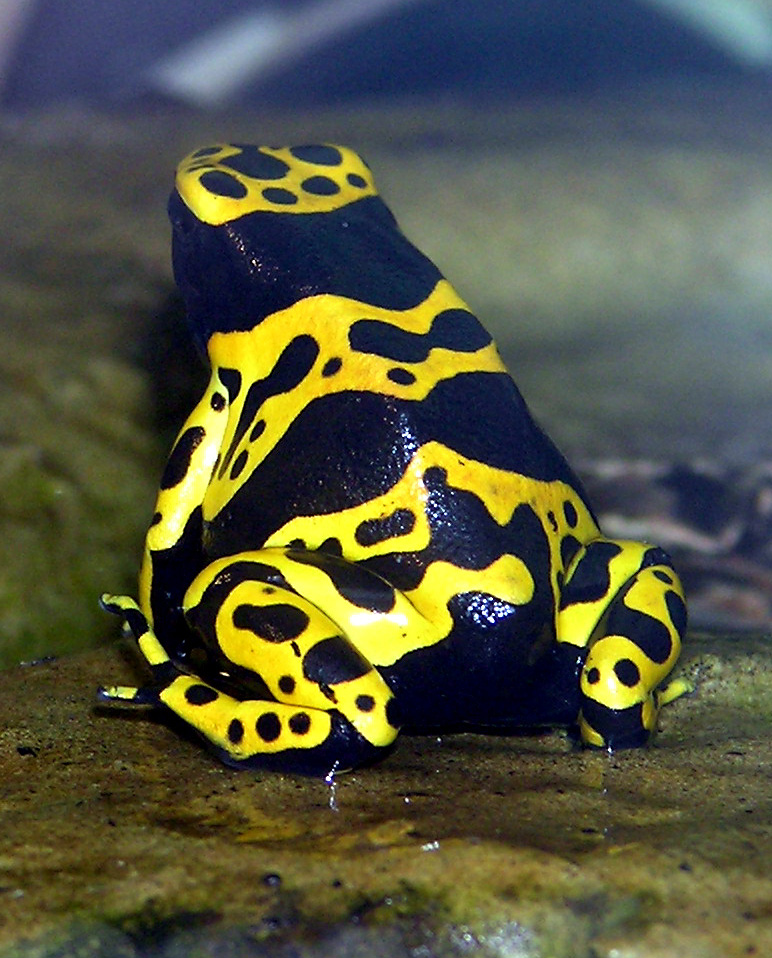
Dendrobates leucomelas

- Dendrobates leucomelas Steindachner, 1864
- Dendrobates tinctorius (Cuvier, 1797)
- Minyobates steyermarki (Rivero, 1971)
- Hyloxalus fuliginosus Jiménez de la Espada, 1870

### Eleutherodactylidae
Orde: Anura. 
Familie: Eleutherodactylidae
- Eleutherodactylus johnstonei Barbour, 1914
- Adelophryne gutturosa Hoogmoed & Lescure, 1984

### Hemiphractidae
Orde: Anura. 
Familie: Hemiphractidae
- Cryptobatrachus conditus Lynch, 2008
- Cryptobatrachus remotus Infante-Rivero, Rojas-Runjaic, & Barrio-Amorós, 2009
- Flectonotus fitzgeraldi (Parker, 1934)
- Flectonotus pygmaeus (Boettger, 1893)
- Gastrotheca helenae Dunn, 1944
- Gastrotheca nicefori Gaige, 1933
- Gastrotheca ovifera (Lichtenstein & Weinland, 1854)
- Gastrotheca walkeri Duellman, 1980
- Gastrotheca williamsoni Gaige, 1922
- Hemiphractus scutatus (Spix, 1824)
- Stefania breweri Barrio-Amorós & Fuentes-Ramos, 2003
- Stefania ginesi Rivero, 1968
- Stefania goini Rivero, 1968
- Stefania marahuaquensis (Rivero, 1961)
- Stefania neblinae Carvalho, MacCulloch, Bonora, & Vogt, 2010
- Stefania oculosa Señaris, Ayarzagüena, & Gorzula, 1997
- Stefania percristata Señaris, Ayarzagüena, & Gorzula, 1997
- Stefania riae Duellman & Hoogmoed, 1984
- Stefania riveroi Señaris, Ayarzagüena, & Gorzula, 1997
- Stefania roraimae Duellman & Hoogmoed, 1984
- Stefania satelles Señaris, Ayarzagüena, & Gorzula, 1997
- Stefania scalae Rivero, 1970
- Stefania schuberti Señaris, Ayarzagüena, & Gorzula, 1997
- Stefania tamacuarina Myers & Donnelly, 1997

### Hylidae
Orde: Anura. 
Familie: Hylidae

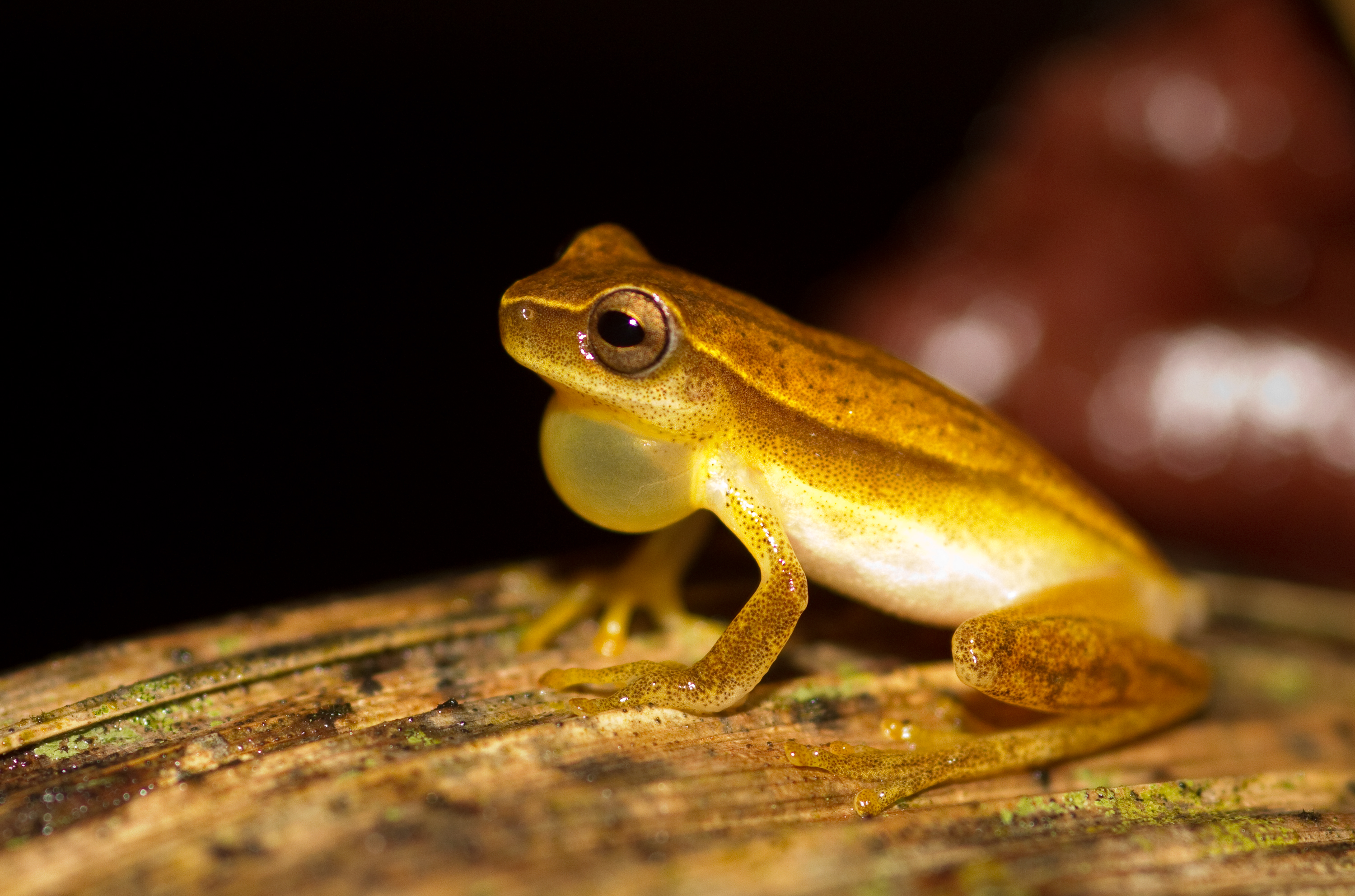
Dendropsophus microcephalus

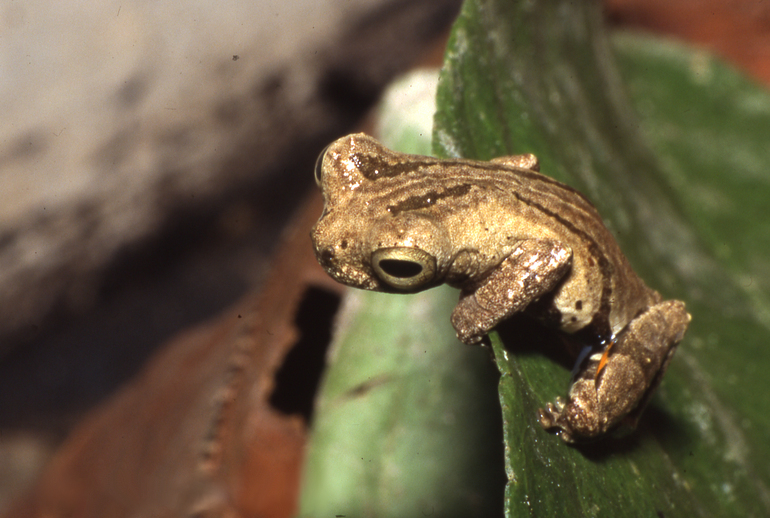
Dendropsophus parviceps

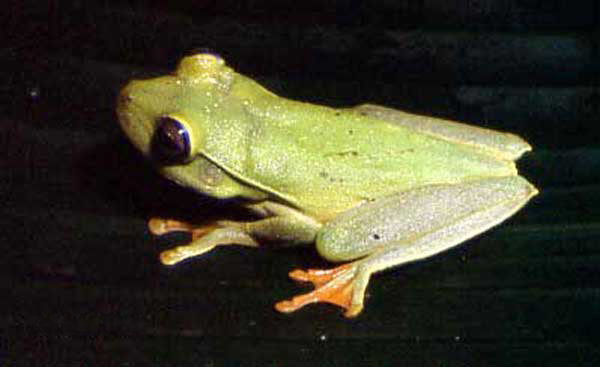
Hypsiboas albomarginatus

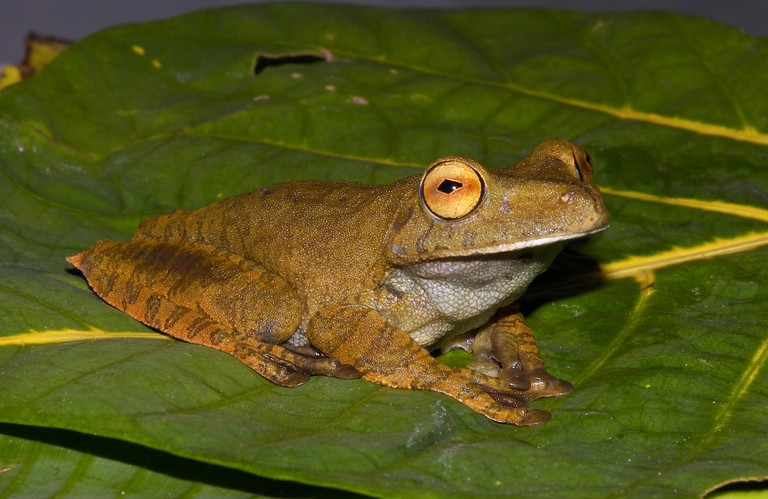
Hypsiboas boans

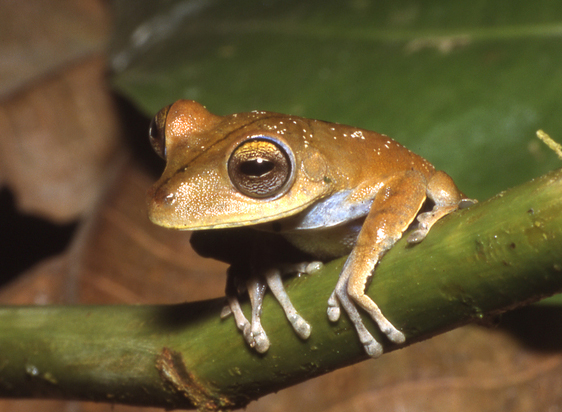
Hypsiboas calcaratus

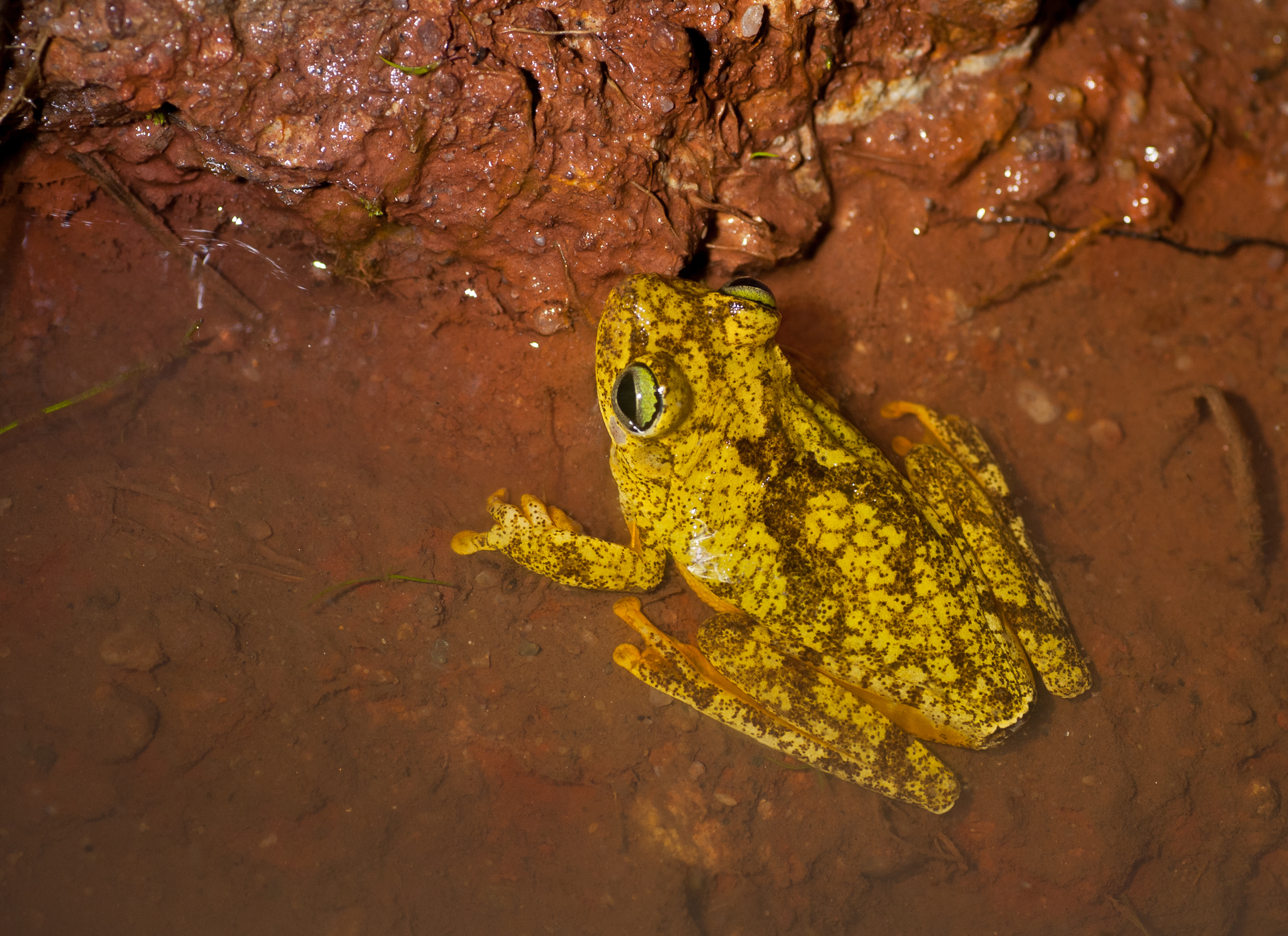
Hypsiboas crepitans

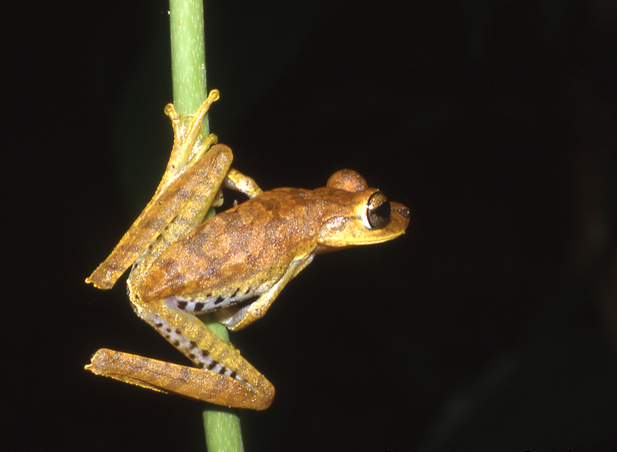
Hypsiboas fasciatus

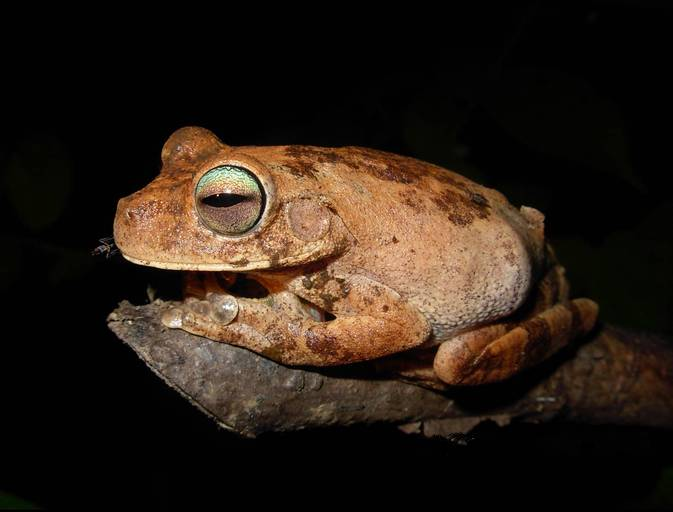
Hypsiboas pugnax

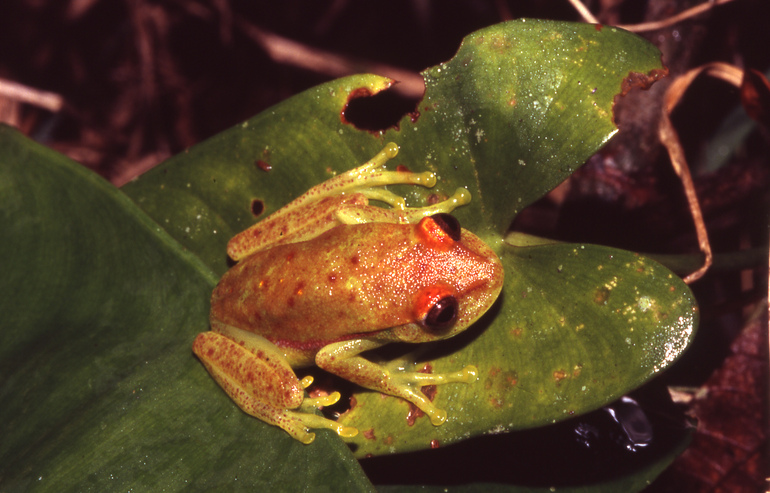
Hypsiboas punctatus

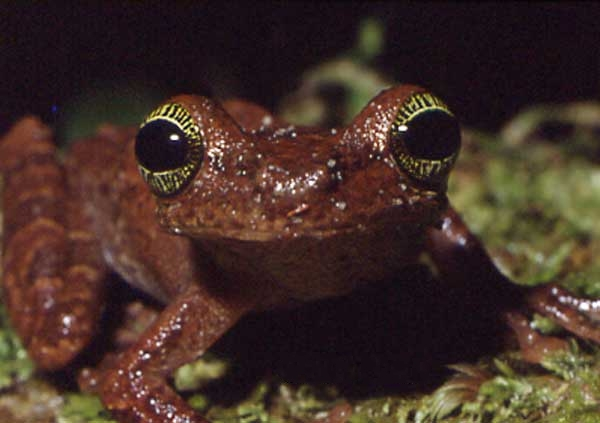
Osteocephalus taurinus

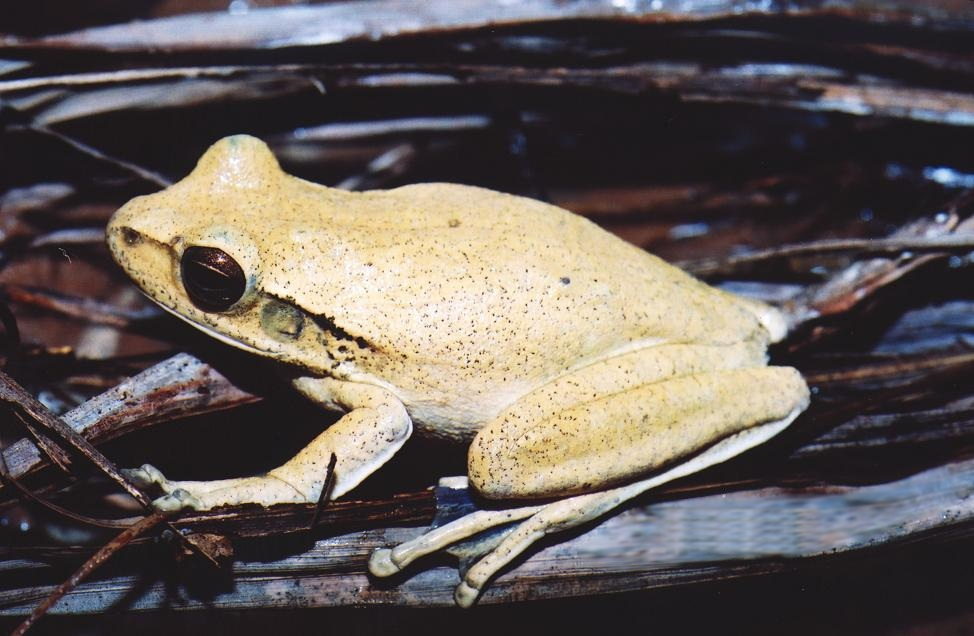
Hypsiboas raniceps

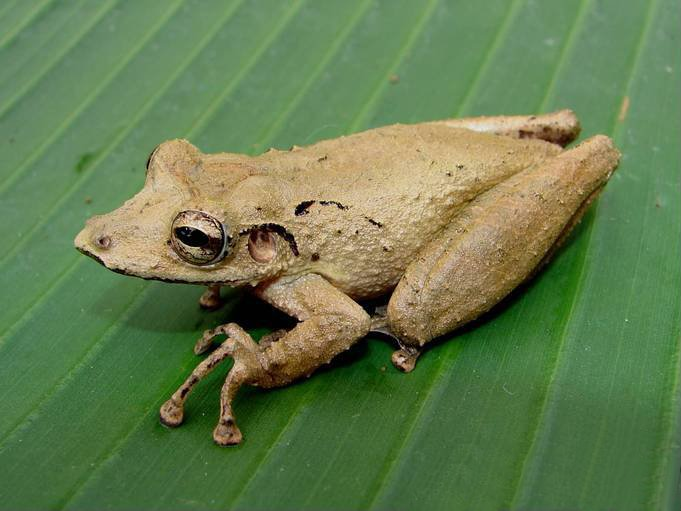
Scinax rostratus

- Aparasphenodon venezolanus (Mertens, 1950)
- Dendropsophus amicorum (Mijares-Urrutia, 1998)
- Dendropsophus battersbyi (Rivero, 1961)
- Dendropsophus grandisonae (Goin, 1966)
- Dendropsophus leucophyllatus (Beireis, 1783)
- Dendropsophus luteoocellatus (Roux, 1927)
- Dendropsophus marmoratus (Laurenti, 1768)
- Dendropsophus meridensis (Rivero, 1961)
- Dendropsophus microcephalus (Cope, 1886)
- Dendropsophus minusculus (Rivero, 1971)
- Dendropsophus minutus (Peters, 1872)
- Dendropsophus parviceps (Boulenger, 1882)
- Dendropsophus sarayacuensis (Shreve, 1935)
- Dendropsophus yaracuyanus (Mijares-Urrutia & Rivero, 2000)
- Hyloscirtus estevesi (Rivero, 1968)
- Hyloscirtus jahni (Rivero, 1961)
- Hyloscirtus platydactylus (Boulenger, 1905)
- Hypsiboas albomarginatus (Spix, 1824)
- Hypsiboas alemani (Rivero, 1964)
- Hypsiboas benitezi (Rivero, 1961)
- Hypsiboas boans (Linnaeus, 1758)
- Hypsiboas calcaratus (Troschel, 1848)
- Hypsiboas cinerascens (Spix, 1824)
- Hypsiboas crepitans (Wied-Neuwied, 1824)
- Hypsiboas fasciatus (Günther, 1858)
- Hypsiboas geographicus (Spix, 1824)
- Hypsiboas hobbsi (Cochran & Goin, 1970)
- Hypsiboas jimenezi Señaris & Ayarzagüena, 2006
- Hypsiboas lanciformis Cope, 1871
- Hypsiboas lemai (Rivero, 1972)
- Hypsiboas multifasciatus (Günther, 1859)
- Hypsiboas ornatissimus (Noble, 1923)
- Hypsiboas pugnax (Schmidt, 1857)
- Hypsiboas pulidoi (Rivero, 1968)
- Hypsiboas punctatus (Schneider, 1799)
- Hypsiboas raniceps Cope, 1862
- Hypsiboas rhythmicus (Señaris & Ayarzagüena, 2002)
- Hypsiboas roraima (Duellman & Hoogmoed, 1992)
- Hypsiboas sibleszi (Rivero, 1972)
- Hypsiboas tepuianus Barrio-Amorós & Brewer-Carias, 2008
- Hypsiboas wavrini (Parker, 1936)
- Myersiohyla aromatica (Ayarzagüena & Señaris, 1994)
- Myersiohyla chamaeleo Faivovich, McDiarmid, & Myers, 2013
- Myersiohyla inparquesi (Ayarzagüena & Señaris, 1994)
- Myersiohyla loveridgei (Rivero, 1961)
- Myersiohyla neblinaria Faivovich, McDiarmid, & Myers, 2013
- Osteocephalus buckleyi (Boulenger, 1882)
- Osteocephalus leprieurii (Duméril & Bibron, 1841)
- Osteocephalus oophagus Jungfer & Schiesari, 1995
- Osteocephalus taurinus Steindachner, 1862
- Pseudis paradoxa (Linnaeus, 1758)
- Scarthyla vigilans (Solano, 1971)
- Scinax baumgardneri (Rivero, 1961)
- Scinax boesemani (Goin, 1966)
- Scinax danae (Duellman, 1986)
- Scinax exiguus (Duellman, 1986)
- Scinax fuscomarginatus (Lutz, 1925)
- Scinax kennedyi (Pyburn, 1973)
- Scinax manriquei Barrio-Amorós, Orellana, & Chacón-Ortiz, 2004
- Scinax nebulosus (Spix, 1824)
- Scinax proboscideus (Brongersma, 1933)
- Scinax rostratus (Peters, 1863)
- Scinax ruber (Laurenti, 1768)
- Scinax wandae (Pyburn & Fouquette, 1971)
- Scinax x-signatus (Spix, 1824)
- Sphaenorhynchus lacteus (Daudin, 1800)
- Tepuihyla aecii Ayarzagüena, Señaris, & Gorzula, 1993
- Tepuihyla edelcae (Ayarzagüena, Señaris, & Gorzula, 1993)
- Tepuihyla exophthalma (Smith & Noonan, 2001)
- Tepuihyla luteolabris Ayarzagüena, Señaris, & Gorzula, 1993
- Tepuihyla rimarum Ayarzagüena, Señaris, & Gorzula, 1993
- Tepuihyla rodriguezi (Rivero, 1968)
- Trachycephalus cunauaru Gordo, Toledo, Suárez, Kawashita-Ribeiro, Ávila, Morais, & Nunes, 2013
- Trachycephalus resinifictrix (Goeldi, 1907)
- Trachycephalus typhonius (Linnaeus, 1758)
- Agalychnis medinae (Funkhouser, 1962)
- Phyllomedusa bicolor (Boddaert, 1772)
- Phyllomedusa hypochondrialis (Daudin, 1800)
- Phyllomedusa neildi Barrio-Amorós, 2006
- Phyllomedusa tarsius (Cope, 1868)
- Phyllomedusa tomopterna (Cope, 1868)
- Phyllomedusa trinitatis Mertens, 1926
- Phyllomedusa vaillantii Boulenger, 1882
- Phyllomedusa venusta Duellman & Trueb, 1967

### Leptodactylidae
Orde: Anura. 
Familie: Leptodactylidae

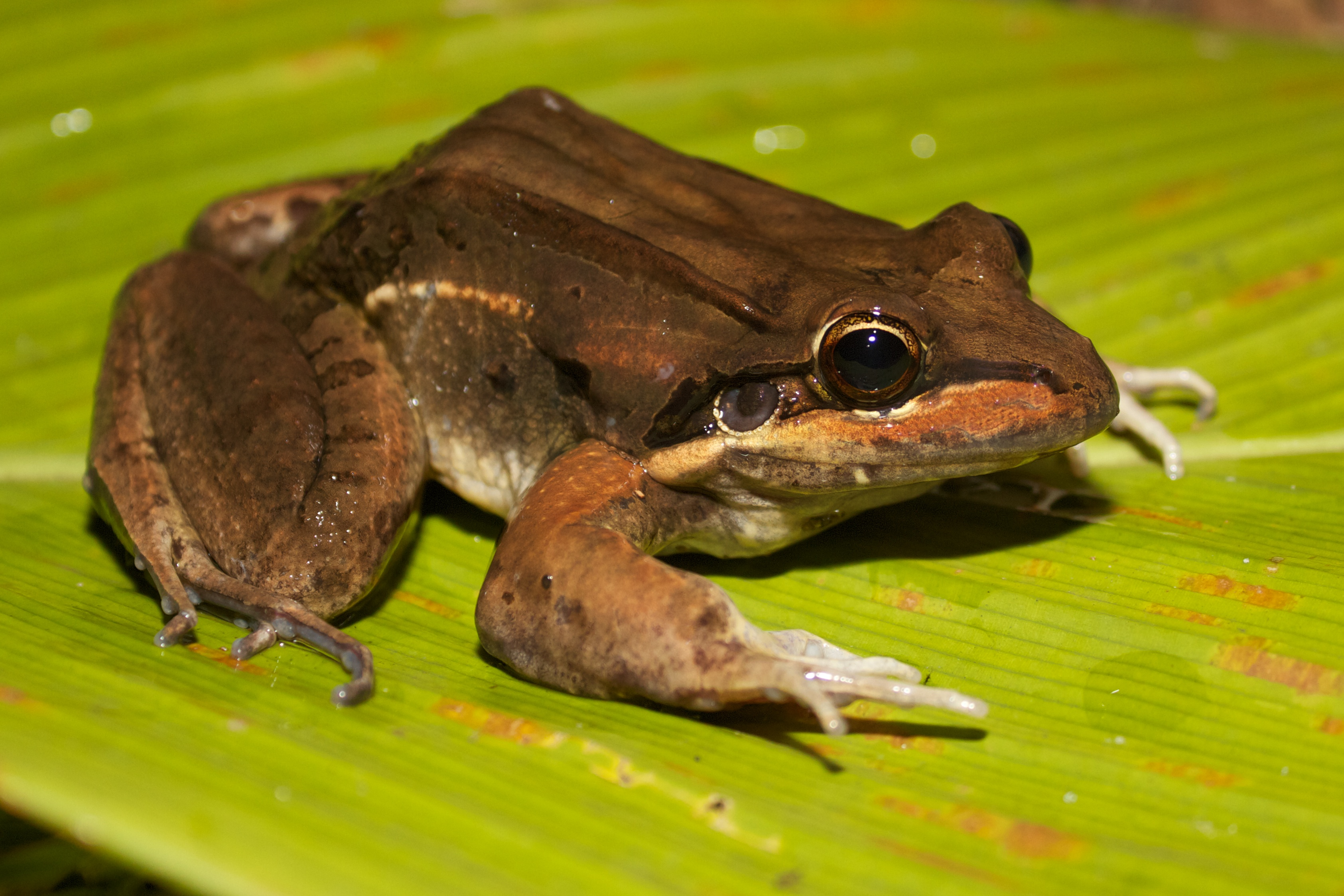
Leptodactylus bolivianus

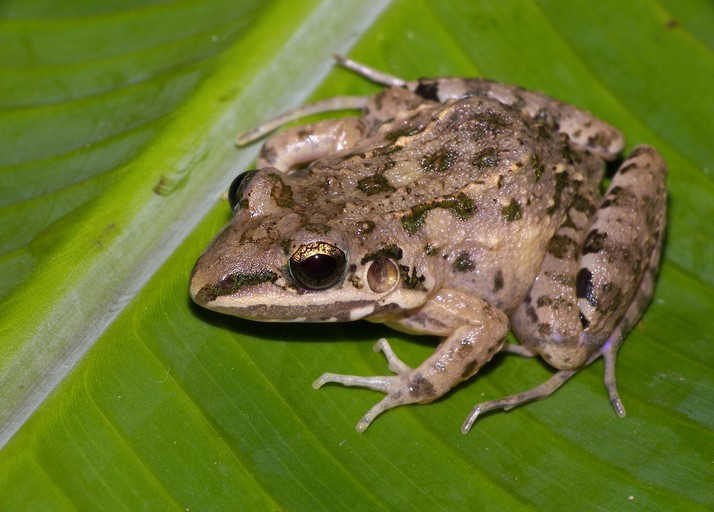
Leptodactylus fragilis

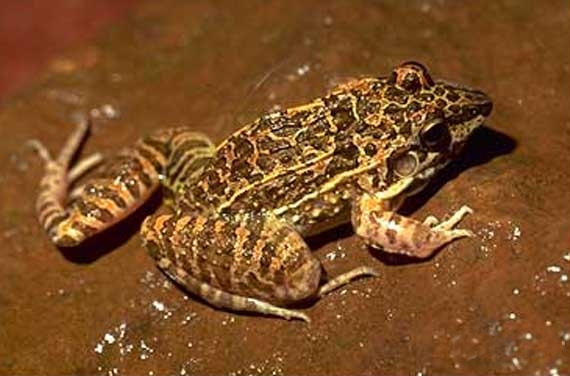
Leptodactylus fuscus

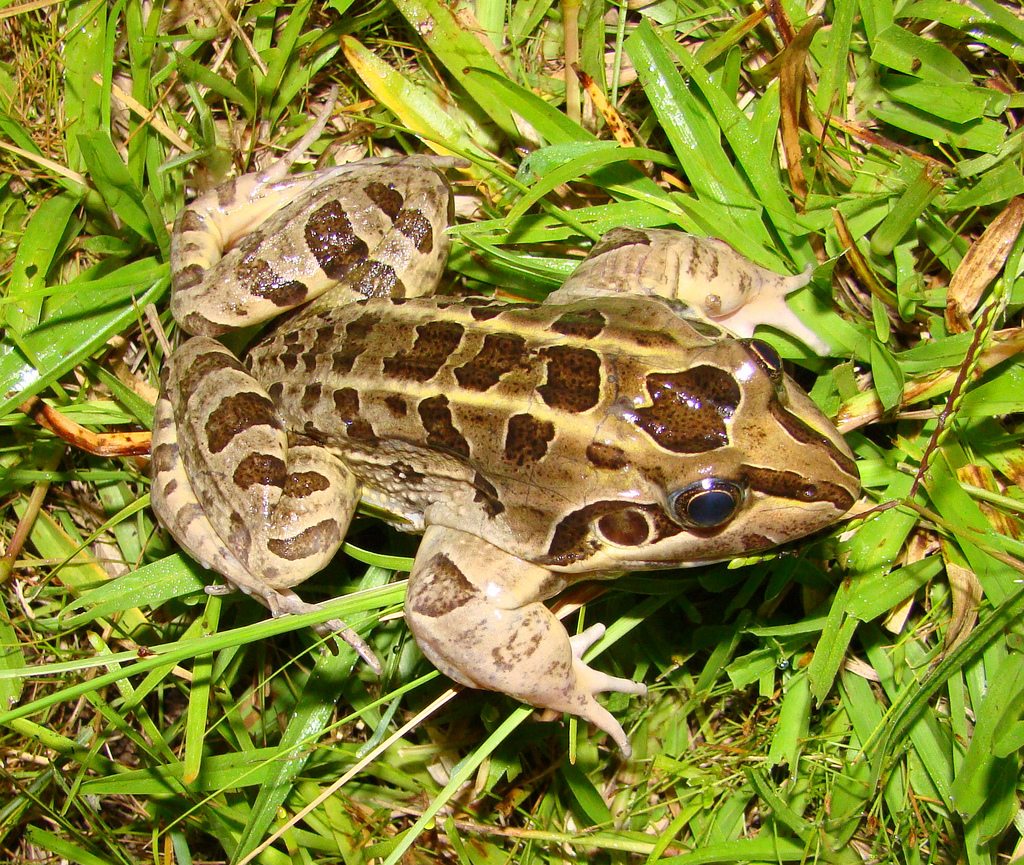
Leptodactylus latrans

- Engystomops pustulosus (Cope, 1864)
- Physalaemus ephippifer (Steindachner, 1864)
- Physalaemus fischeri (Boulenger, 1890)
- Pleurodema brachyops (Cope, 1869)
- Pseudopaludicola boliviana Parker, 1927
- Pseudopaludicola llanera Lynch, 1989
- Pseudopaludicola pusilla (Ruthven, 1916)
- Adenomera andreae (Müller, 1923)
- Adenomera hylaedactyla (Cope, 1868)
- Leptodactylus bolivianus Boulenger, 1898
- Leptodactylus diedrus Heyer, 1994
- Leptodactylus fragilis (Brocchi, 1877)
- Leptodactylus fuscus (Schneider, 1799)
- Leptodactylus guianensis Heyer & de Sá, 2011
- Leptodactylus insularum Barbour, 1906
- Leptodactylus knudseni Heyer, 1972
- Leptodactylus latrans (Steffen, 1815)
- Leptodactylus leptodactyloides (Andersson, 1945)
- Leptodactylus lithonaetes Heyer, 1995
- Leptodactylus longirostris Boulenger, 1882
- Leptodactylus macrosternum Miranda-Ribeiro, 1926
- Leptodactylus magistris Mijares-Urrutia, 1997
- Leptodactylus mystaceus (Spix, 1824)
- Leptodactylus poecilochilus (Cope, 1862)
- Leptodactylus rhodomystax Boulenger, 1884
- Leptodactylus riveroi Heyer & Pyburn, 1983
- Leptodactylus rugosus Noble, 1923
- Leptodactylus sabanensis Heyer, 1994
- Leptodactylus stenodema Jiménez de la Espada, 1875
- Leptodactylus turimiquensis Heyer, 2005
- Leptodactylus validus Garman, 1888
- Lithodytes lineatus (Schneider, 1799)

### Microhylidae
Orde: Anura. 
Familie: Microhylidae
- Adelastes hylonomos Zweifel, 1986
- Chiasmocleis hudsoni Parker, 1940
- Ctenophryne geayi Mocquard, 1904

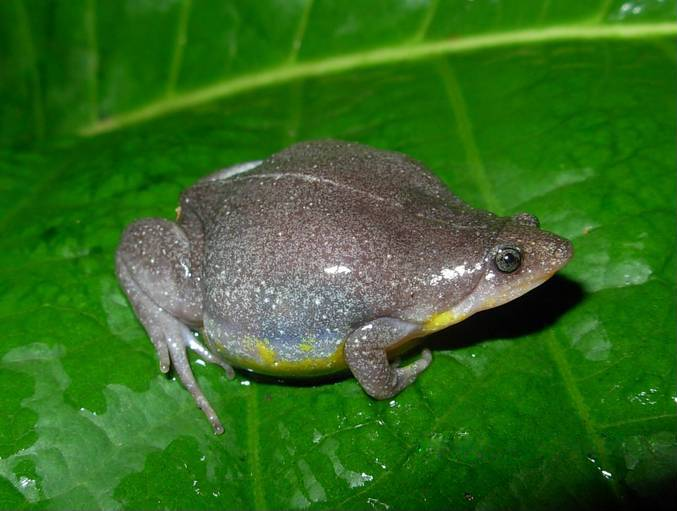
Elachistocleis ovalis

- Elachistocleis ovalis (Schneider, 1799)
- Elachistocleis pearsei (Ruthven, 1914)
- Elachistocleis surinamensis (Daudin, 1802)
- Elachistocleis surumu Caramaschi, 2010
- Hamptophryne boliviana (Parker, 1927)
- Otophryne pyburni Campbell & Clarke, 1998
- Otophryne robusta Boulenger, 1900
- Otophryne steyermarki Rivero, 1968
- Synapturanus mirandaribeiroi Nelson & Lescure, 1975
- Synapturanus salseri Pyburn, 1975

### Pipidae

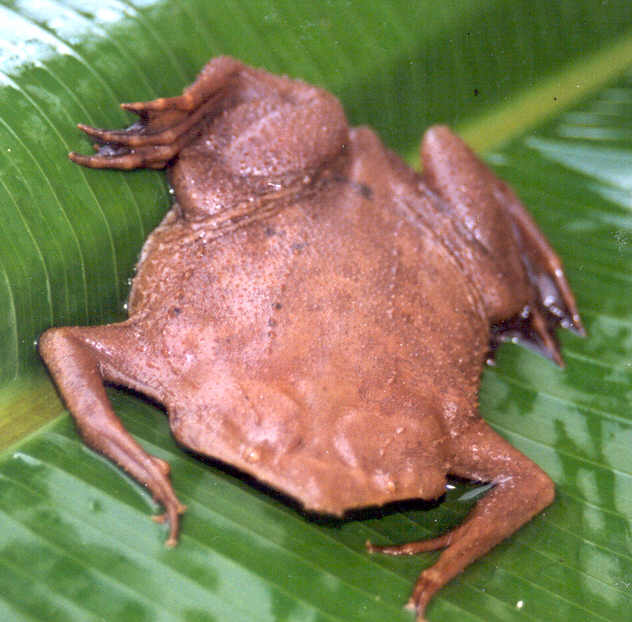
Pipa pipa

Orde: Anura. 
Familie: Pipidae
- Pipa arrabali Izecksohn, 1976
- Pipa parva Ruthven & Gaige, 1923
- Pipa pipa (Linnaeus, 1758)
- Pipa snethlageae Müller, 1914

### Ranidae
Orde: Anura. 
Familie: Ranidae

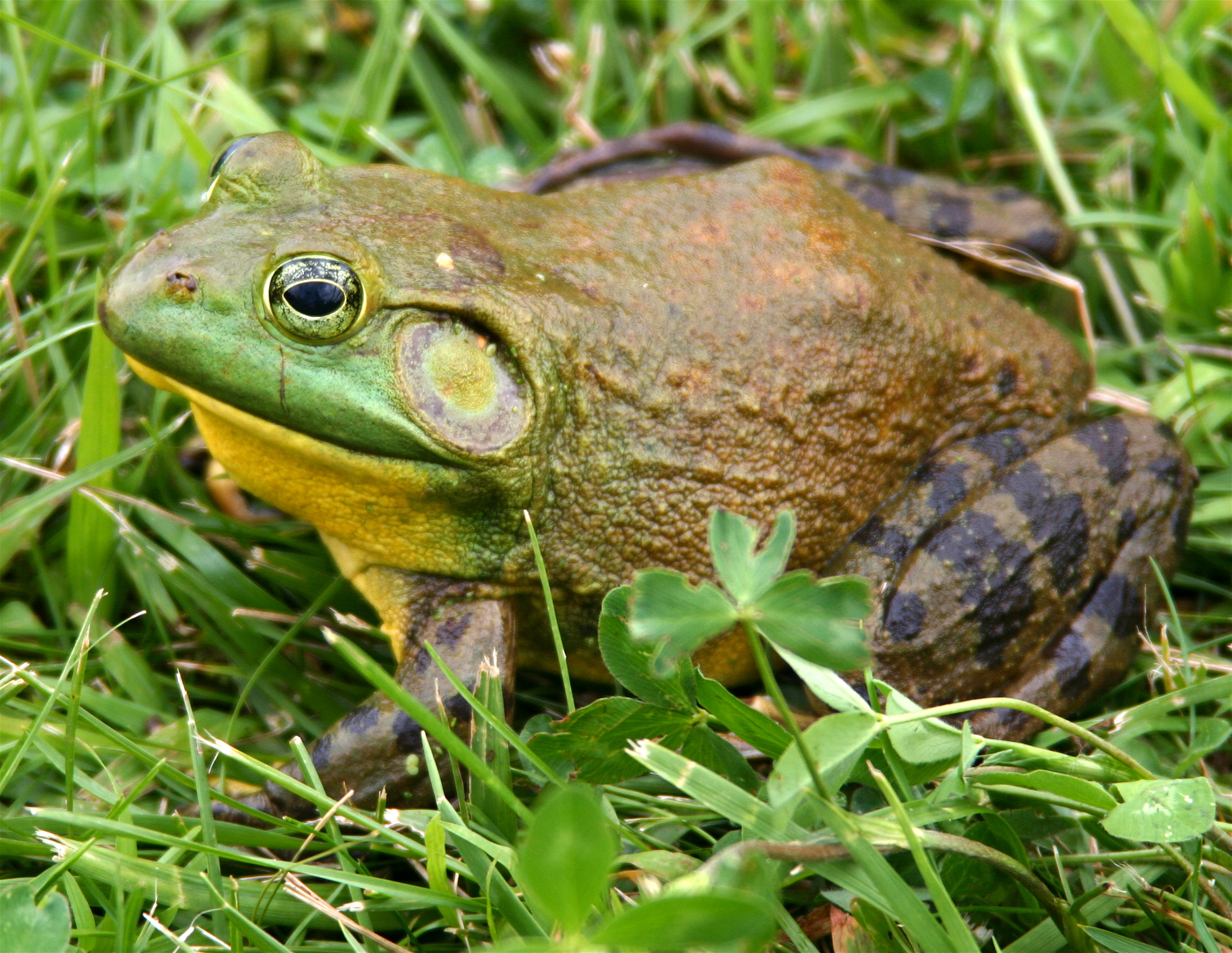
Lithobates catesbeianus

- Lithobates catesbeianus (Shaw, 1802)
- Lithobates palmipes (Spix, 1824)